# Manglish
Manglish este o formă informală a englezei malaeziene, cu caracteristici ale unui creol bazat pe engleză, folosit în principal în Malaezia. Este puternic influențat de limbile dominante ale țării, malaya, limbile chineze și tamil. Nu este o limbă oficială a Malaeziei.
| Manglish | Manglish                  |
| --- | ------------------------- |
| Regiune | Malaezia                  |
| Familia de limbi | Creole engleză - Manglish |
| Codurile de limbă |                           |
| ISO 639-3 | Niciuna ( mis)            |
| Glottolog | Nici unul                 |
| IETF | cpe-MY                    |
| Acest articol conține simboluri fonetice IPA . Fără suport adecvat de redare , este posibil să vedeți semne de întrebare, casete sau alte simboluri în loc de caractere Unicode . Pentru un ghid introductiv despre simbolurile IPA, consultați Ajutor:IPA . |                           |

Manglish vorbit în Malaezia de Vest este foarte asemănător și foarte inteligibil reciproc cu singlish, un creol cu rădăcini similare. Există puțină distincție între cele două creole, cu excepția faptului că vocabularul manglish conține mai multe cuvinte malay, în timp ce singlish conține mai multe cuvinte de origine Hokkien ( Min Nan ) și Teochew .
Vocabularul Manglish este format din cuvinte care provin din engleză, malaeză, hokkien, mandarină, cantoneză, tamilă și, într-o măsură mai mică, diferite alte limbi europene și arabă, în timp ce sintaxa Manglish seamănă cu soiurile sudice de chineză. De asemenea, elemente de argo american și australian au apărut din seriale de televiziune importate. 
Malaysian Manglish este uneori cunoscut sub numele de Rojak sau Bahasa Rojak , dar diferă de limba Rojak prin utilizarea englezei ca limbă de bază. Termenul rojak derivă din „amestec” sau „amestec eclectic” în limba malaeză . Versiunile de pe Coasta de Est (Kelantan și Terengganu) ale Manglish pot diferi foarte mult de cea a vorbitorilor de Malaezia de pe Coasta de Vest.
Pe lângă amestecarea mai multor limbi, Manglish include amestecarea sintaxei fiecărei limbi. Prin urmare, malaezienii vorbesc adesea engleza în sintaxă malaeză sau chineză. Expresiile, proverbele și expresiile sunt adesea traduse direct în engleză din malay, chineză și tamilă. Accentul și vocabularul folosit depind în mare măsură de formalitatea contextului și de dominanța limbajului vorbitorului. Vorbitorul ar varia, de asemenea, cantitatea de Manglish vorbită în funcție de omologul său.
Străinii sunt în general incapabili să înțeleagă Manglish, deoarece este un amestec de atât de multe limbi și reguli de mai multe limbi, este unic și de înțeles doar pentru malaezieni. Mulți malaezieni sunt capabili să vorbească fluent limba maternă, dar aleg să vorbească Manglish în viața de zi cu zi și în conversațiile lor.